# Iodométrie
L'iodométrie est une méthode chimique  qui permet le dosage indirect d'oxydant ou de réducteur présent dans une solution.
La réaction de titrage à proprement parler est une oxydo-réduction rapide et complète survenant entre le thiosulfate et le diiode qui mène à la formation des anions tétrathionate et iodure selon la réaction suivante :
I2  + 2 S2O32-  → 2 I- + S4O62-
L'équivalence, c'est-à-dire l'instant où la totalité du diiode a réagi, peut-être mise en évidence par l'utilisation d'amidon qui forme un complexe d'adsorption de couleur bleu foncé intense avec le diiode en présence d'iodure.
A noter qu'en raison de la faible solubilité du diiode en milieu aqueux, des anions iodures sont incorporés à la solution à titrer. Cela permet la formation d'un anion triiodure bien plus soluble.
Dans la pratique , les solutions aqueuses de diiode sont de couleur jaune-brune (A), à l'image de l'isobétadine utilisé comme désinfectant.
Lors de l'ajout de thiosulfate, la coloration vire vers la jaune pâle (B).
C'est à ce moment qu'une solution aqueuse d'amidon appelée empois d'amidon doit être incorporée à raison de quelques gouttes. La solution devient alors bleue foncée (C).
L'équivalence est atteint lorsque la solution devient incolore (D).
Le titrage iodométrique est très utilisé car il permet doser de manière indirecte quasi n'importe quel oxydant, ce en raison de la facilité avec laquelle l'iodure peut-être oxydé en diiode.

## Applications
Une méthode d'iodométrie semi-quantitative existe pour déterminer la quantité de phénols libres dans les pièces moulées à base de phénoplastes. Les étapes sont les suivantes :
- extraction à l'eau chaude de phénols libres à partir d'une prise d'essai en poudre,
- iodation de l'extrait aqueux,
- titrage en retour de l'excès d'iode avec une solution titrée de thiosulfate.

Pour garantir une bonne qualité de l'eau, il est possible aussi d'utiliser l'iodométrie pour déterminer la quantité de chlore ou d'oxygène qu'elle contient.